# Tamia des hauteurs
Neotamias dorsalis, Tamias dorsalis
Espèce
Répartition géographique
Statut de conservation UICN

 LC  : Préoccupation mineure
Synonymes
- Tamias dorsalis (Baird, 1855 (Protonyme))

Le tamia des hauteurs(Neotamias dorsalis) est une espèce de mammifère de la famille des scuiridés. Cette espèce de tamia du genre Neotamias fait son habitat dans les environnements racailleux bordant les forêts de pins dans l'ouest des États-Unis et au Mexique, de l'Arizona jusqu'au Colorado. Ces petits écureuils très agiles, sont doués pour escalader des parois les plus abruptes.

## Description

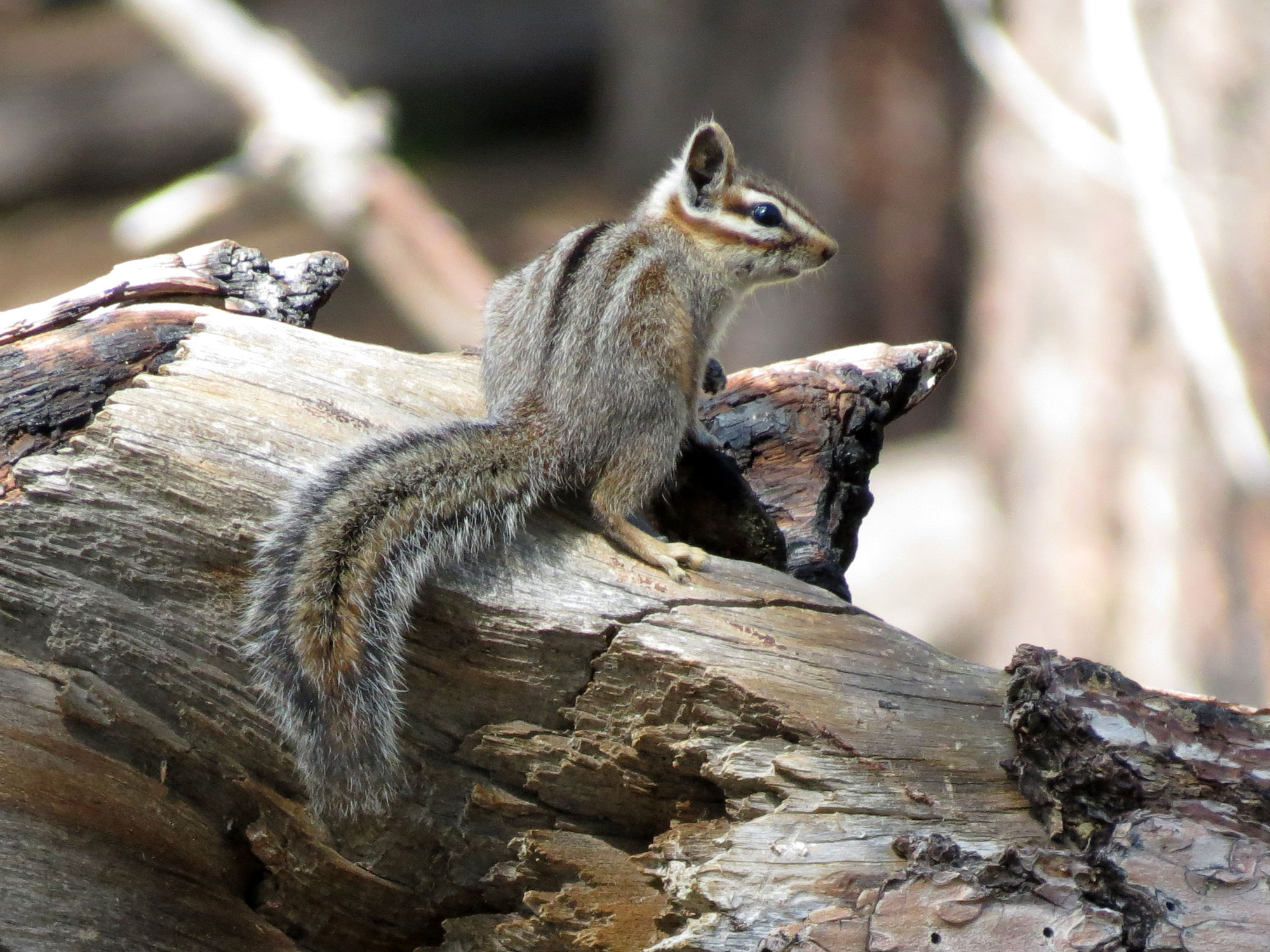
Tamia des hauteurs sur une bûche

La taille des tamias des hauteurs varie de 20 à 25 cm, pour un poids moyennant 70 g . En dépit de leur taille, leur longévité peut atteindre les 12 ans et demi. Cette espèce a le pelage d’une teinte brune sur leur face ventrale et grise sur la face dorsale, la partie postérieure du corps a des reflets jaunes . Les rayures foncées sont moins marquées que les rayures claires, qui sont notamment visibles sur la face.

## Habitat

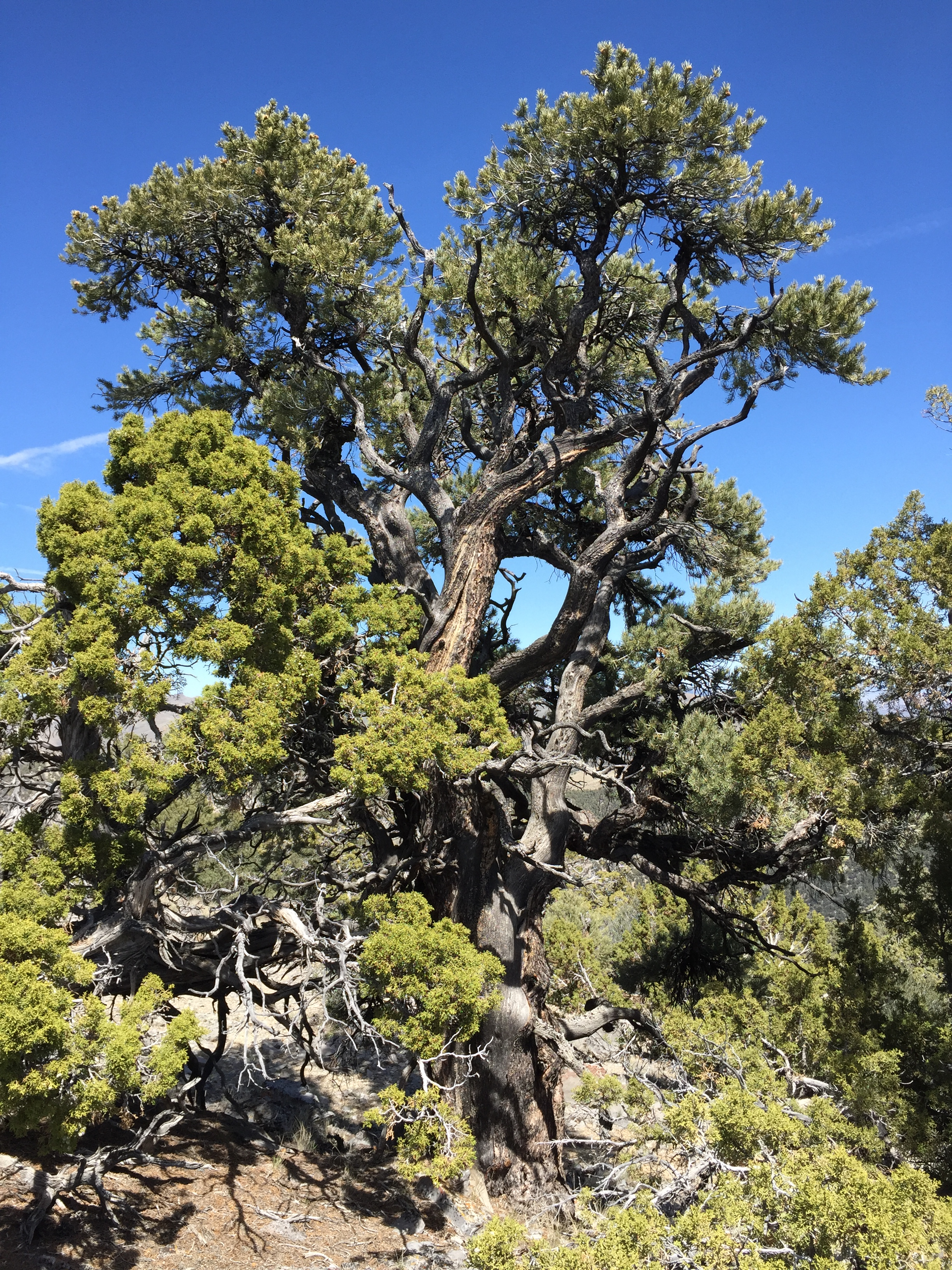
Forêts de pins ponderosa et genévriers

Le tamia des hauteurs niche près des falaises dans les forêts de pins pignons et de généviers , d'où son nom anglais de « cliff chipmunk » ; « tamia des falaises ». Ils se trouvent à des altitudes assez élevées, de 1500 à 3700 m au-dessus du niveau de la mer. 
Le tamia des hauteurs est actif principalement pendant la journée. Le régime alimentaire de ce tamia est également fortement granivore et se compose de baies de genévrier, de graines de pin et de glands.